# Levantamiento de huellas papilares
La papiloscopía Levantamiento de huellas papilares es la ciencia que identifica a una persona por medio de los dibujos formados por las crestas y surcos papilares, se divide en tres ramas: dactiloscopia (crestas y surcos formados en los pulpejos situados en la tercera falange de los dígitos), la palametoscopia (crestas y surcos papilares situados en las palmas de las mano) y pelmatoscopia (crestas y surcos papilares situados en las plantas de los pies).

### Localización de las huellas

#### Huellas no visibles
Estas no son visibles a simple vista por el ojo humano, por lo tanto requieren de un método que las torne visibles. Son formadas por las glándulas sebáceas y sudoríparas excretada a través de los poros dejando sobre un soporte la forma de las crestas papilares, estas serán invisibles a simple vista ya que las excreciones corporales son un líquido transparente.

#### Huellas visibles
Se detectan a simple vista ya que entre la huella y el soporte donde esta se deposita se encuentra una sustancia la cual la torna visible (como chocolate, pintura, sangre, polvo, etc.).

### Revelado para huellas no visibles

#### Reactivos Físicos
Son polvos, llamados polvos físicos, que se adhieren a los residuos acuosos y grasos que contiene la huella. Existen en diversos colores y composiciones, según la superficie en donde presuntamente se encuentra una huella. Se aplica mediante un plumón siguiendo los siguientes pasos:
1.Colocar sobre el plumón pequeñas cantidades de polvo (se seleccionará color de reactivo de acuerdo a la superficie).
2.Realizar movimientos circulares sobre las superficies sospechosas.
3.Una vez revelados se deberá observar con elementos ópticos y lumínicos con distintos ángulos de incidencia, a fin de determinar si resultan idóneos o no para posterior levantamiento (contraste entre líneas y espacio, campo suficiente).
4.Posteriormente se procede a su respectivo levantamiento, con cinta adhesiva.

#### Reactivos químicos
Son utilizados cuando presuntamente la huella es antigua. Reaccionan químicamente modificando las estructuras moleculares de sustancias sebáceas y sudoríparas, haciéndolas visibles. Se debe utilizar elementos de bioseguridad ya que los reactivos a utilizar suelen ser tóxicos.

##### 1- Vapores de yodo
Se realiza mediante la sublimación de cristales de yodo, el vapor color violeta proveniente de la sublimación del yodo y se adhiere a los residuos de las huellas tornándolas visibles en un color naranja. Esta técnica solo revela a las huellas por un lapso de tiempo corto y puede hacerse semipermanente mediante una solución de almidón y se verán en azul oscuro.
....

##### 2- Nitrato de plata
Es destructivo, se utiliza después del yodo se realiza una superficie tratada con sol. diluida de nitrato de plata por pulverización o inmersión.
Reacciona con el sudor (cloruro de sodio), mediante la reacción:
{\displaystyle {\ce {Nitrato de Plata + ClarurodeSodio -> Cloruro de Plata}}}
Bajo la luz el cloruro de plata se reduce a plata metálica y las huellas se revelan en gris oscuro.

##### 3-Ninhidrina
La superficie es rociada o sumergida en sol. diluida de ninhidrina se revelan solo por algunos minutos en color púrpura.

##### 4- Bisulfito de molibdeno
Utilizado en superficies húmedas, no es tóxico, se adhiere a las grasas.

##### 5- Cianocrilato
Revela mediante su vaporización una huella color blanca, con relieve debido a la polimerización del cianocrilato.

##### 6- Violeta de genciana
Utilizado en superficies pegajosas tiñendo las proteínas de la sangre en color púrpura y reacciona con las secreciones dérmicas.

##### 7- Deposición de metal al vacío
Utiliza el vapor de los metales oro y zinc para el revelado d e la huella latente.